# Championnat d'Espagne de hockey sur glace 1975-1976
Saison précédente Saison suivante
La saison 1975-1976 est la 4e saison du championnat d'Espagne de Hockey sur glace. Cette saison, le championnat porte le nom de Liga Española.
L'essor espagnol continue en cette nouvelle saison puisque le championnat va désormais compter 11 équipes. L'équipe réserve du FC Barcelona Hockey prend le nom de CH Barcelona, alors que le CH Jaca engage à son tour une équipe réserve. C'est du côté du Pays basque que les nouveautés sont les plus nombreuses : deux nouveaux clubs voient le jour à Vittoria et à Portugalete. Enfin, le Nogaro Bilbao prend la dénomination de Casco Viejo Bilbao.

## Clubs de la Superliga 1975-1976
- CH Barcelona-Catalunya
- FC Barcelone
- Casco Viejo Bilbao
- CH Jaca
- CH Jaca II
- CH Madrid
- Portugalete
- CG Puigcerdà
- Real Sociedad
- Txuri Urdin
- ARD Gasteiz

## Classement
| # | Club               |
| - | ------------------ |
| 1 | Txuri Urdin        |
| 2 | FC Barcelone       |
| 3 | Casco Viejo Bilbao |
| 4 | CH Jaca            |
| 5 | Real Sociedad      |
| 6 | etc...             |

Pour la première fois depuis la création de la Liga Española, la Real Sociedad est dépossédée de son titre au profit du club voisin, et rival, du Txuri Urdin.